# Burg Katzenschwanz
Die verschwundene Burg Katzenschwanz lag auf einem Mündungssporn südlich von Nassach, einem Ortsteil der Gemeinde Spiegelberg im Rems-Murr-Kreis in Baden-Württemberg. Über die Geschichte der ehemaligen Befestigung, von der nur geringe Reste erhalten sind, ist heute so gut wie nichts mehr bekannt.

## Lage
Die alte Burgstelle befindet sich an der südlichsten Stelle der so genannten Wasenäcker, einer landwirtschaftlich genutzten Hochfläche südlich des Dorfes Nassach. Die Hochfläche wird an der Südwest- und Südseite vom Tal der diesen aufnehmenden Winterlauter und an der Ostseite vom Tal des kleinen Fuchsfallenbachs eingerahmt, zu denen sie steil abfällt. Auf der im Süden gegenüberliegenden Seite des Winterlautertals liegt die ehemalige Burg Wart mit dem heutigen Warthof.

## Name
Der ursprüngliche Name der Befestigung ist unbekannt. Die Burgstelle wird nur im Volksmund Katzenschwanz genannt.

## Beschreibung
Es sind heute noch zwei Halsgräben im Wald erkennbar, welche einst eine Vorburg von einer Hauptburg trennten. Von dieser sind heute noch einzelne Mauerreste im Waldboden erkennbar. Karl Eduard Paulus berichtet in seiner Beschreibung des Oberamts Marbach von 1866 nur kurz über die Burg, erwähnt aber noch unterirdisches Gemäuer.

## Geschichte
Über die Ursprünge der Burg und die Erbauer ist so gut wie nichts bekannt, da mittelalterliche Quellen fehlen und eine professionelle archäologische Untersuchung bisher nicht stattgefunden hat. Daher kann nur gemutmaßt werden, dass sie in einem Zusammenhang mit der Burg Wart stand, welche ihr genau gegenüber auf der anderen Seite des Tals liegt. Diese wurde im Bauernkrieg 1525 von Aufständischen eingeäschert. Wahrscheinlich teilte die Burg Katzenschwanz dieses Schicksal.